# Emmett Dalton
Emmett Dalton (3 de mayo de 1871 – 13 de julio de 1937) era un forajido estadounidense, ladrón de bancos y trenes, miembro de la Banda de los Dalton en el Viejo Oeste. Como parte del asalto malogrado de los Dalton a dos bancos en Coffeyville (Kansas), sobrevivió a pesar de recibir 23 balazos. Después de servir 14 años en la cárcel por el delito, Dalton aprovechó su notoriedad para escribir libros y convertirse en actor en Hollywood.

## Primeros años y carrera
Dalton nació de Lewis (16 de Feb. de 1826-16 de Jul. de 1890) y Adeline Dalton (15 de Sep. de 1835-24 de En. de 1925) y era el más joven de los hermanos Dalton.
Sus hermanos:
- Charles Benjamin "Ben" Dalton (1852-1936)
- Henry Coleman Dalton (1853-1920)
- Littleton Lee Dalton (1857-1942)
- Franklin "Frank" Dalton (1859-1887)
- Gratton "Grat" Hanley Dalton (1861-1892)
- William "Bill" Marion Dalton (1863-1894)
- Eva May Dalton (1867-1939)
- Robert "Bob" Rennick Dalton (1869-1892)
- Leona Randolph Dalton (1875-1964)
- Nancy May Dalton (1876-1901)
- Simon "Si" Noel Dalton (1878-1928)[3]

La empresa criminal de la Banda de los Dalton fue terminada el 5 de octubre de 1892, cuando intentaban robar dos bancos a la vez en Coffeyville (Kansas). Cuatro de la banda fueron asesinados en el tiroteo subsiguiente. Emmett Dalton sobrevivió al ataque pero recibió 23 balazos. Fue condenado a cadena perpetua en la penitenciaría de Lansing (Kansas) e indultado después de catorce años. Se trasladó a California, donde incursionó en la actuación antes de involucrarse en bienes raíces, muriendo a la edad de sesenta y seis. Estaba casado con Julia Johnson Dalton, quien le sobrevivió.
En 1918, se interpretó a sí mismo en la versión cinematográfica de su libro Beyond the Law.
En 1931, publicó When the Daltons Rode, que más tarde se convirtió en una película de 1940 protagonizada por Randolph Scott. Emmett Dalton fue interpretado por Frank Albertson.

## En la cultura popular
En 1954, el actor Robert Bray interpretó a Emmett Dalton en el episodio "The Dalton Gang" de la serie de televisión western sindicada, Stories of the Century, protagonizada por Jim Davis como el detective ficticio del Ferrocarril Suroeste Matt Clark. El actor Tyler MacDuff interpretó a Emmett Dalton en el episodio de 1957 de la serie drama documental de CBS You Are There titulado "The End of the Dalton Gang (5 de octubre de 1892)."
Una caricatura de Dalton apareció en el álbum de 1954 de Lucky Luke Hors-la-loi donde es representado como el más alto de los hermanos Dalton. En el álbum se muestra el desastroso doble asalto a un banco de Coffeyville, Kansas, pero diferente a lo que ocurrió, Emmett Dalton es visto asesinado junto con sus hermanos, que también incluyen a Bill Dalton que en realidad nunca tomó parte en el ataque. La tumba de Emmet es descrita en el panel final de la historia junto con sus hermanos y un letrero que dice: "Los Dalton murieron con las botas puestas". Cada tumba tiene el sombrero de su respectivo propietario colocado en el crucifijo con Bill Dalton estando destrozado a balazos. Emmett reaparece en un cartel de se busca en Les Cousins Dalton su personaje de más alto de los Hermanos Dalton siendo asumido por Averell Dalton
En una entrevista de mediados de los años ochenta con el autor de la Le Journal de Spirou Maurice De Bevere, también conocido como Morris admitió que leer el libro de Emmett When the Daltons Rode fue su inspiración para crear la versión cómica de los Hermanos Dalton.